# Tonami
Tonami (jap. 砺波市 Tonami-shi) – miasto w Japonii, w prefekturze Toyama, w środkowej części wyspy Honsiu.

## Położenie
Miasto leży w zachodniej części prefektury nad rzeką Sho, graniczy z miastami:
- Oyabe
- Takaoka
- Toyama
- Nanto
- Imizu.

## Historia
Tonami otrzymało status miasta 1 kwietnia 1954.

## Miasta partnerskie
- Panjin